# Kavalur
Kavalur est un village situé dans les collines Jawadhu (en), taluk de Vaniyambadi (en), district de Vellore, dans l'État du Tamil Nadu, en Inde. On y retrouve, notamment, l'Observatoire Vainu Bappu (VBO), construit dans les années 1970.
En 2001, le village compte environ 1 010 habitants dont 496 hommes et 514 femmes.